# UFC 257
UFC 257: Poirier vs. McGregor 2（ユーエフシー・ツーフィフティセブン：ポイエー・バーサス・マクレガー・ツー）は、アメリカ合衆国の総合格闘技団体「UFC」の大会の一つ。2021年1月24日、アブダビ・ヤス島のファイトアイランド内エティハド・アリーナで開催された。

## 大会概要
本大会ではダスティン・ポイエーとコナー・マクレガーのライト級戦が組まれた。

## 試合結果

### アーリープレリム
第1試合 フライ級 5分3R
○  アミル・アルバジ vs.  ジャルガス・ジュマグロフ ×
3R終了 判定3-0（29-28、29-28、29-28）
第2試合 150ポンド契約 5分3R
○  モフサル・エフロエフ vs.  ニック・レンツ ×
3R終了 判定2-1（28-29、29-28、29-28）

### プレリミナリーカード
第3試合 ライトヘビー級 5分3R
○  マルチン・プラフニオ vs.  カリル・ラウントリー・ジュニア ×
3R終了 判定3-0（29-28、29-28、29-28）
第4試合 女子バンタム級 5分3R
○  ジュリアナ・ペーニャ vs.  サラ・マクマン ×
3R 3:39 リアネイキドチョーク
第5試合 ミドル級 5分3R
○  ブラッド・タヴァレス vs.  アントニオ・カルロス・ジュニオール ×
3R終了 判定3-0（30-27、30-27、29-28）
第6試合 157ポンド契約 5分3R
○  アルマン・ツァルキヤン vs.  マット・フレボラ ×
3R終了 判定3-0（30-27、30-27、30-26）
※ツァルキヤンの体重超過によりライト級から変更

### メインカード
第7試合 女子ストロー級 5分3R
○  マリナ・ロドリゲス vs.  アマンダ・ヒバス ×
2R 0:54 TKO（スタンドパンチ連打）
第8試合 ミドル級 5分3R
○  マフムート・ムラドフ vs.  アンドリュー・サンチェス ×
3R 2:59 TKO（スタンドパンチ連打）
第9試合 女子フライ級 5分3R
○  ジョアン・コールダウッド vs.  ジェシカ・アイ ×
3R終了 判定3-0（30-27、30-27、29-28）
第10試合 ライト級 5分3R
○  マイケル・チャンドラー vs.  ダン・フッカー ×
1R 2:30 TKO（左フック→パウンド）
第11試合 ライト級 5分5R
○  ダスティン・ポイエー vs.  コナー・マクレガー ×
2R 2:32 TKO（右フック→パウンド）

### 各賞
ファイト・オブ・ザ・ナイト：該当なし
パフォーマンス・オブ・ザ・ナイト：ダスティン・ポイエー、マイケル・チャンドラー、マフムート・ムラドフ、マリナ・ロドリゲス
各選手にはボーナスとして5万ドルが授与された。

### カード変更
負傷などによるカードの変更は以下の通り。